# Viaduc de Bréhec
Le viaduc de Bréhec a été construit par Louis Harel de la Noë entre 1913 et 1918 pour les chemins de fer des Côtes-du-Nord. Il a été consolidé par l'ajout de contreventement à mi-hauteur en 1922 et mis en service la même année. La ligne qui l'empruntait était celle de Paimpol à Plouha.
Il a été détruit en 1972.
Ouvrage de référence pour le département des Côtes-d'Armor, il est à l'origine de l'appellation « type Bréhec » due tant à sa mise en œuvre qu'à sa structure.

## Situation
Le viaduc était situé entre les communes de Plouézec et Plouha.

## Description
Caractéristiques principales :
- 12 travées identiques de 12 m d'ouverture
- longueur totale : 203 m
- hauteur : 32 m